# 中川泉三

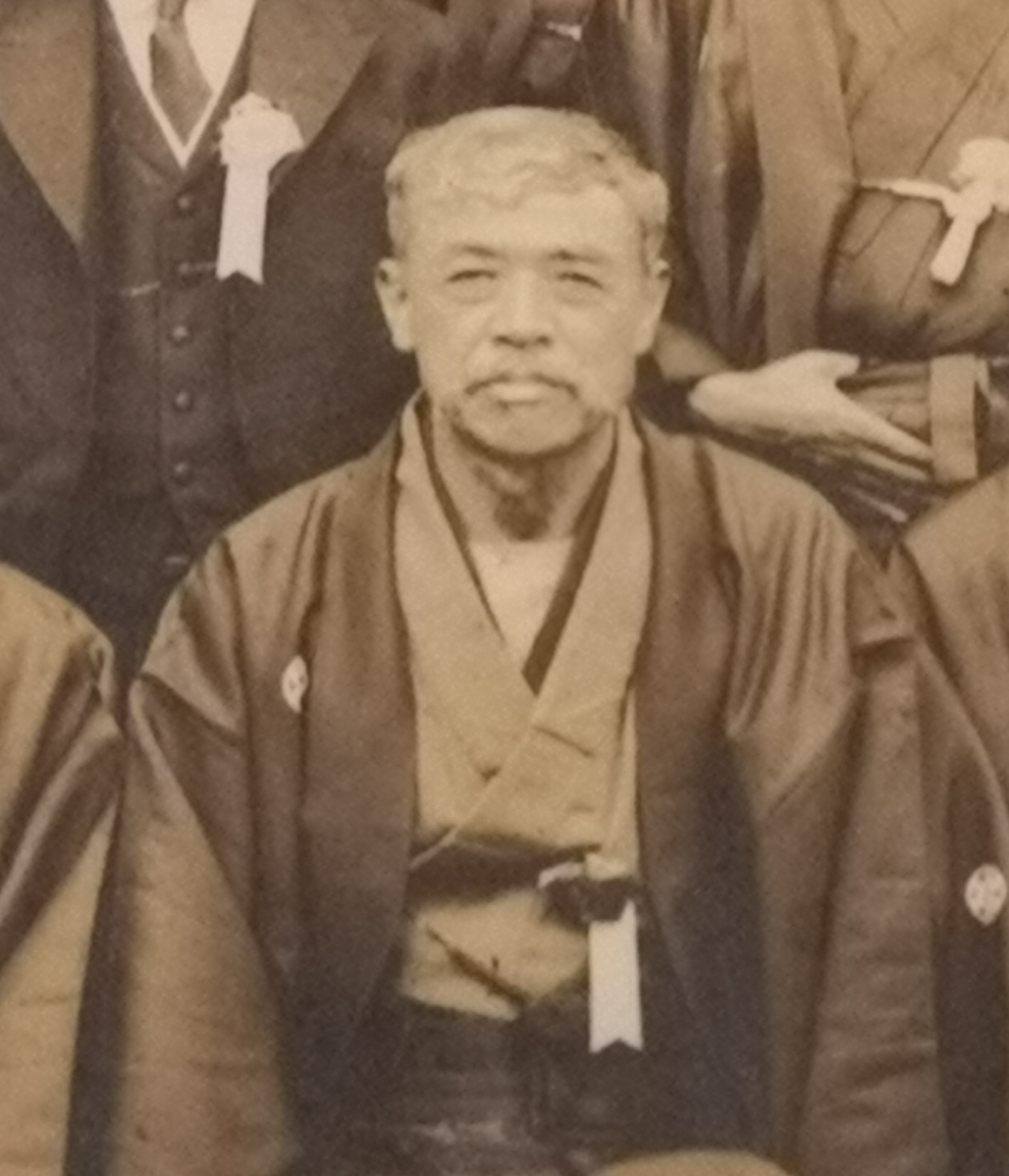
1935年（昭和10年）

中川 泉三（なかがわ せんぞう、1869年5月25日（明治2年4月14日） - 1939年（昭和14年）12月27日）は、日本の歴史家。
独学で地史研究・文筆力を養い滋賀県内各郡志の編纂に携わる。

## 生涯
中川泉三は、1869年（明治2年）4月14日に近江国坂田郡大野木村（現滋賀県米原市大野木）で宮川藩士中川洸平次の長男として生まれた。12歳の時に父が死去し、母の手一つで育てられ、母からは常に「友に劣るな、寡婦の子とそしりを受けるな。」と叱咤激励された。小学高等科卒業後、家業の農業に従事する傍ら、独学で学問を修め母校の代用教員まで務めた。
特に漢詩文に興味を持ち小野湖山・土屋鳳州らから添削指導を受けた。1889年（明治22年）には漢詩集「賤ヶ岳懐古集」を著わし、題字を小野湖山、序文を杉浦重文が記すなど若年ながら当時一流の文筆家と交わっていた。高い文章力と歴史調査力を買われ、1905年（明治38年）「柏原村誌」編纂の依頼を受け完成させ、1907年（明治40年）「近江坂田郡志」編纂の常務委員から編纂責任者となり1913年（大正2年）に完成させると、高い学術性を評価され、滋賀県内の多くの地方史編纂に携わることになった。
その後、「近江蒲生郡志」・「近江栗太郡志」・「愛知郡志」・「近江日野町志」の編纂を行い、また「近江の聖蹟」・「曽我氏家記」・「石之長者木内石亭全集」等の著作も発表した。精力的に編纂・執筆活動を行うと共に歴史研究を行い、講演会を精力的に行った。晩年は章斉と号し、徳富蘇峰らと交遊し詩歌を楽しみ、人材の育成にも務めた。1939年（昭和14年）12月27日「彦根市史」編纂の途上、病没した。
郡志編纂を通じて、神社・寺院の由緒を明らかにし、又歴史の中に埋もれた人物の調査は再考される機会になり、また大化の改新によって行われた条里制の研究は、史学界の中で大いに評価された。

## 関連事項
著書、編纂に携わった書籍
- 「元弘忠臣北畠具行卿の事蹟」（具行卿表忠會 1912年）
- 「近江坂田郡志 上巻・中巻・下巻」（坂田郡役所編 坂田郡役所 1913年）
- 「伊吹山名勝記」（文盛堂 1913年）
- 「伊吹山案内」（1919年）
- 「国史之懐古 歴史地理」 P22「大石良雄の祖先と大石庄」の項（日本歴史地理学会編 日本歴史地理学会 1926年）
- 「近江日野町志 巻上・巻中・巻下」（日野町教育会編 滋賀県日野町教育会 1930年）
- 「近江蒲生郡志」（滋賀県蒲生郡 1922年）
- 「近江栗太郡志」（滋賀県栗太郡役所編 滋賀県栗太郡役所 1926年）
- 「松居家」（松居商店 1928年）
- 「近江愛智郡志」（滋賀県愛智郡教育会 1929年）
- 「章斎詩鈔」（1930年）
- 「近江の聖蹟」（長浜文泉堂 1932年）
- 「曽我氏家記」（曽我粂吉 1933年）
- 「北花沢の花之木」（北花沢花之木保勝会 1934年）
- 「伊吹山人詩草」（1935年）
- 「伊吹山人文草」（1935年）
- 「石之長者木内石亭全集 巻第1至6」（木内重暁著 下郷共済会 1936年）
- 「王車鹵痕」（1937年）
- 「近江要史」（太田書店 1938年）
- 「彦根市史 上冊・中冊・下冊」（彦根市編纂 彦根市 1960年）
- 「近江長浜町志」（中沢成晃他校訂 臨川書店 1988年）